# Crematogaster anthracina
Crematogaster anthracina es una especie de hormiga acróbata perteneciente a la tribu Crematogastrini, de la subfamilia Myrmicinae, orden Hymenoptera.
Fue descrita por Smith en 1857. Aparece registrada y publicada en una sección de la revista Journal of the Proceedings of the Linnean Society, 2. p. 42–88 de 1857.

## Distribución
Se distribuye por Asia, en China, India, Indonesia, Birmania, Malasia, Singapur y Sri Lanka.